# Cá suốt Mỹ
Cá suốt Mỹ hoặc Grunion là loài cá thuộc chi Leuresthes: California grunion, L. tenuis, và grunion vùng Vịnh, L. sardinas. Chúng là loài cá truyền tin có kích thước bằng cá mòi thuộc họ cá bạc má Atherinopsidae của Thế giới mới, chỉ được tìm thấy ngoài khơi bờ biển California, Hoa Kỳ và Baja California, Mexico, nơi loài này được tìm thấy trên cả bờ biển Thái Bình Dương và Vịnh California. Nhiều người thích bắt grunion tại các sự kiện được gọi là "grunion chạy".
Grunion được biết đến với nghi thức giao phối khác thường của chúng, trong đó khi thủy triều lên rất cao, những con cái tiến đến những bãi biển đầy cát, nơi chúng đào đuôi vào cát để đẻ trứng.  Con đực sau đó quấn lấy con cái để gửi tinh trùng của mình, và trong 10 ngày tiếp theo, những quả trứng grunion vẫn ẩn trong cát.  Ở đợt triều cường tiếp theo, trứng nở và những con non bị trôi ra biển.

## Các loài
Chi này có các loài sau:
- Leuresthes sardina (O. P. Jenkins & Evermann, 1889)
- Leuresthes tenuis (Ayres, 1860)